# Žižice
Žižice är en ort i Tjeckien.   Den ligger i regionen Mellersta Böhmen, i den centrala delen av landet, 26 km nordväst om huvudstaden Prag. Žižice ligger 233 meter över havet och antalet invånare är 530.
Terrängen runt Žižice är platt. Runt Žižice är det ganska tätbefolkat, med 80 invånare per kvadratkilometer. Närmaste större samhälle är Kladno, 11,6 km söder om Žižice. Trakten runt Žižice består till största delen av jordbruksmark.